# コギーナス川
コギーナス川（コギーナスがわ、Coghinas）は、サルデーニャ島北部を流れる川。長さ116キロメートルは、ティルソ川（Tirso）、フルメンドーサ川（Flumendosa）に次ぐ島内第3位、流域面積はティルソ川に次ぐ第2位、流量はフルメンドーサ川に次ぐ第2位である。
ムッツォーネ（Muzzone）付近には、幅185メートル、高さ58メートルのダム（ディガ・コギーナス）があり、2億5400万立方メートルの貯水量の人造湖（コギーナス湖）がある。
ファシスト政権下の1920年代後半に、電源開発のためにダムの建設が進められ、1926年から1927年かけて、水力発電施設と人造湖が設けられた。コギーナス湖はまた、農業用水や水道の水源としても利用されている。
コギーナス川は、水源をアラ・デイ・サルディ付近の山々に発し、デ・セレーマ川（Rio de s'Elema）とアルターナ川（Rio Altana）の間の多くの水流を集め、ヴァッレドリーア（Valledoria）近くでアジナーラ湾（Golfo dell'Asinara、サルデーニャ島とアジナーラ島に挟まれた海域）に注いでいる。
「コギーナス」とはログドーロ方言で「台所」という意味である。これは、カステルドリア（Casteldoria）付近で温水が流れ込むため、水温が複雑に変化し、生物相が多様であることに由来しているが、この特徴はローマ時代から知られていた。
2006年からは、鯉類の漁が行なわれるようになった。

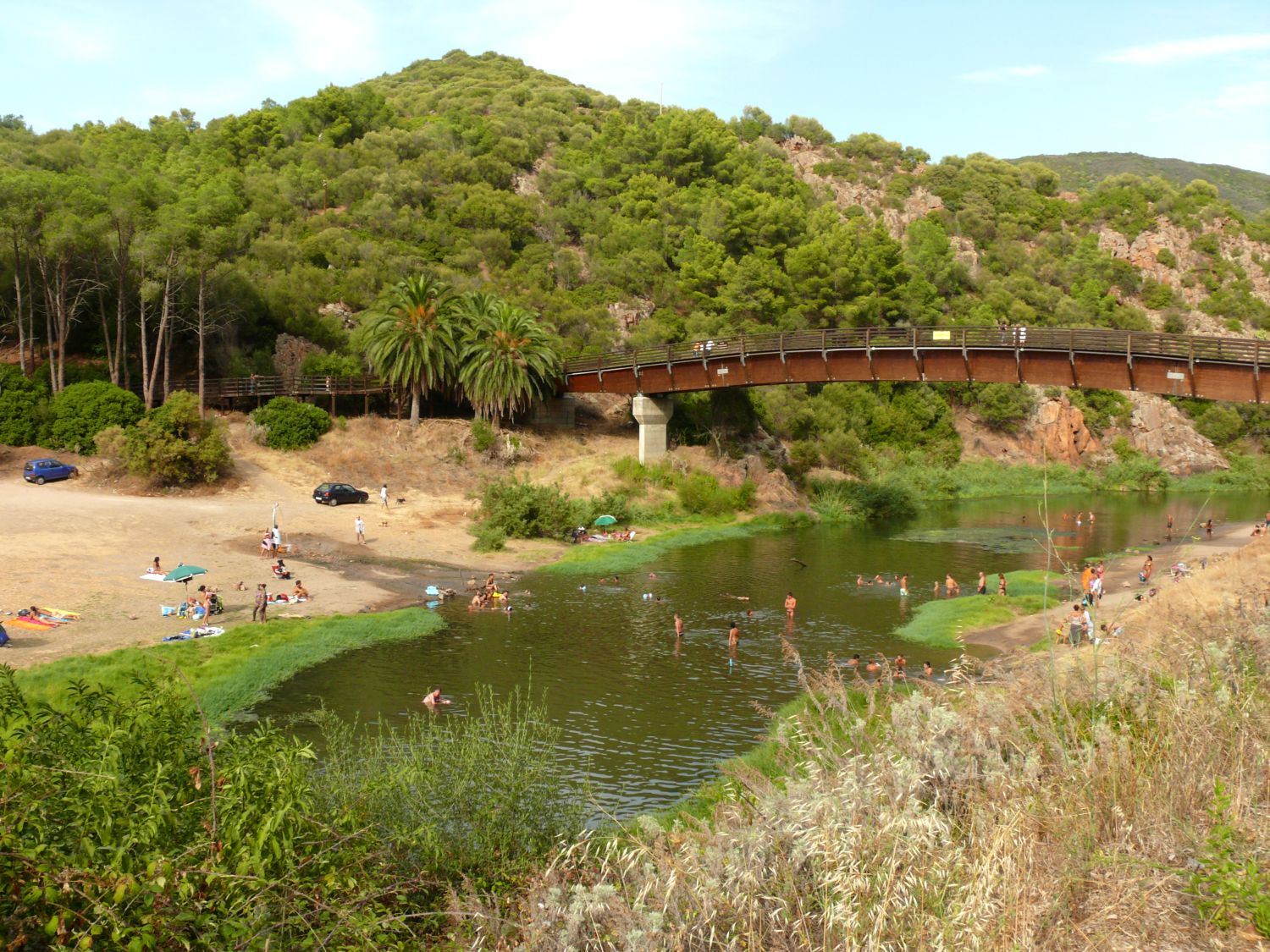
カステルドリアの温泉付近のコギーナス川。川で水浴する人々がいる。